# 英格爾伍德 (加利福尼亞州)
英格爾伍德是美國加利福尼亞州洛杉磯縣的一個城市，位於洛杉磯市東南，是大洛杉磯地區的一部份，面積23.7平方公里。截至2010年美国人口普查，该市人口为109,673。
1888年開埠。1908年2月14日建市。
SoFi體育場位於此城市。